# Stage Struck (film 1907)
Stage Struck è un cortometraggio muto del 1907. Non si conosce il nome del regista del film prodotto dalla Edison.

## Trama
Un attore torna a piedi verso casa. Sulla strada, incontra tre ragazze di campagna con le quali si mette a chiacchierare, raccontando di sé e del teatro. Le giovani lo riforniscono di cibo e lui, in cambio, insegna loro qualche passo di ballo, interrotto dal contadino che si mette a inseguirlo.
La sera, l'attore torna a prendere le ragazze per portarle in città. Il contadino e la moglie, che si sono recati in una città balneare, ritrovano le fuggitive. Nella cittadina si scatena l'inseguimento e, alla fine, le tre ragazze vengono catturate con l'aiuto di un poliziotto, finendo così la loro "carriera teatrale".

## Produzione
Il film fu prodotto dalla Edison Manufacturing Company.

## Distribuzione
Distribuito dalla Edison Manufacturing Company, il film uscì nelle sale cinematografiche USA il 31 agosto 1907.